# Бугай Аркадій Сильвестрович
Аркадій Сильвестрович Бугай (нар. 22 січня (4 лютого) 1905, м. Борзна, нині Чернігівська обл. — 18 травня 1988, Київ) — український математик, краєзнавець. Дослідник Змійових валів. Кандидат педагогічних наук (1952).

## Родина
Батько — Сильвестр Григорович був десятником Борзнянської козацької сотні, мав потяг до інтелектуально-інженерної діяльності і наполегливо намагався побудувати вічний двигун. Аркадій Сильвестрович розповідав про таємничі циліндри та конуси з картону, що їх його батько конструював у клуні.
У сім'ї було семеро дітей. П'ятеро братів і сестер загинули від хвороб, пошестей, голоду. Молодим помер батько. Дід з материнської лінії, сільський священик, у 1917 р. убитий грабіжниками.
Старший брат, репресований за якісь незначні провини перед радянською владою ще юнаком, провів майже все життя у в'язницях i таборах. Мати, яка залишилася хазяйкою садиби, «розкуркулена» i змушена була тікати, загубитися в місті, бо таких висилали до Сибіру.
Син — Бугай Олександр Аркадійович — український радіофізик, доктор фізико-математичних наук, професор.

## Біографічні відомості
Здобув вищу освіту, працював викладачем у школі. Учасник Другої світової війни.
Від 1945 до 1973 працював на кафедрі методики викладання математики Київського педагогічного інституту, від 1953 — доцентом.
Спільно з О. Бородіним уклав «Короткий тлумачний математичний словник» (К., 1964) та «Біографічний словник діячів у галузі математики» (К., 1973), що неодноразово перевидавався з доповненнями та перекладався (зокрема російською та японською мовами).

## ДослідникЗмійових валів
У 1958 році вперше піднявся на один із Змійових валів, що поблизу залізничної станції Корчі. Побачивши власними очима ці грандіозні споруди, він захотів дізнатися про них більше.
Як археолог і краєзнавець досліджував Змійові вали в Україні. У квітні 1968 р. започаткував багаторічне дослідження Змійових валів студентськими гуртами.
14 січня 1971 р. був запрошений зробити доповідь «Один із давніх оборонних рубежів Київщини в межиріччі Ірпеня — Тетерева» на науковому засіданні у відділі слов'янської та середньовічної археології України в Інституті археології АН УРСР. Тут його слухали провідні історики й археологи. Відділ схвалив доповідь, вчені висловили доцентові А. С. Бугаю подяку за тривалу самовіддану працю; було домовлено розробити заходи для майбутнього комплексного вивчення валів і клопотатися про те, щоб узяти цю визначну пам'ятку минувшини під державну охорону. Ця підтримка дала йому змогу опублікувати дві статті в «Українському історичному журналі»:
- Змійові вали Київщини // УІЖ. — 1970. — № 6;
- Один із стародавніх рубежів на території Київщини // УІЖ. — 1971. — № 7.

Склав першу повну карту Змійових валів (див. ілюстровану статтю в УРЕ, 1979, т. 4).
Як фаховий викладач математики і фізики у середній і вищій школі вперше визначив вік будівництва Змійових валів за результатами радіовуглецевих аналізів у Лабораторії абсолютного часу Інституту геології АН СРСР: 2 ст. до н. е. — 6 ст. н. е.
Про дослідження А. С. Бугая схвально висловлювалися археолог ак. Б. О. Рибаков, історики Ф. П. Шевченко, М. Брайчевський, В. Даниленко.
У 1960—1970-х роках він як лектор був дуже популярним і безліч разів виступав із розповідями про Змійові вали на запрошення наукових академічних інститутів та інших установ, товариства «Знання», Товариства охорони пам'яток історії та культури, Будинку вчених тощо.
У грудні 1974 р. Аркадій Сильвестрович був запрошений виступити на державному телебаченні. Київська кіностудія документальних фільмів зняла науково-популярний кінофільм «Таємниця Змійових валів» (1978 р.) з його участю.
Вершиною громадського визнання досягнень Аркадія Сильвестровича у дослідженні Змійових валів за його життя було, мабуть, запрошення виступити з чільною доповіддю на спеціальних читаннях «Тайны Змиевых валов», що були організовані «Всероссийским обществом охраны памятников истории и культуры» у Москві в грудні 1983 р.